# Spoorlijn 126 (België)
Spoorlijn 126 is een Belgische spoorlijn die Statte (bij Hoei) verbindt met Ciney. De lijn was ruim 41 km lang, maar nu is er enkel nog tussen Statte en Marchin een beperkte goederendienst ten behoeve van de staalfabriek Delloye-Mathieu (via Cockerill-Sambre overgegaan naar de huidige eigenaar ArcelorMittal). De rest van het traject is opgebroken en omgebouwd naar een fietspad.
De sectie tussen station Statte en station Hoei-Zuid (inclusief de Pont de fer over de Maas en de tunnel van Hoei-Zuid) heeft een bedding voor dubbelspoor, dat echter nooit op dubbelspoor werd aangelegd, aangezien er geen economische reden voor was. Tussen Hoei en Modave volgt de spoorlijn de vallei van de Hoyoux.

## Huidige toestand
Van Ciney (Chemin d'Haljoux, 1 km van het centrum) tot het metaalbedrijf bij Marchin is op de bedding een RAVeL fiets- en wandelpad aangelegd in asfalt (35 km).

## Aansluitingen
In de volgende plaatsen is of was er een aansluiting op de volgende spoorlijnen:
Statte
Spoorlijn 125 tussen Luik-Guillemins en Namen
Spoorlijn 127 tussen Landen en Statte
Ciney
Spoorlijn 128 tussen Ciney en Yvoir
Spoorlijn 162 tussen Namen en Sterpenich

## Galerij

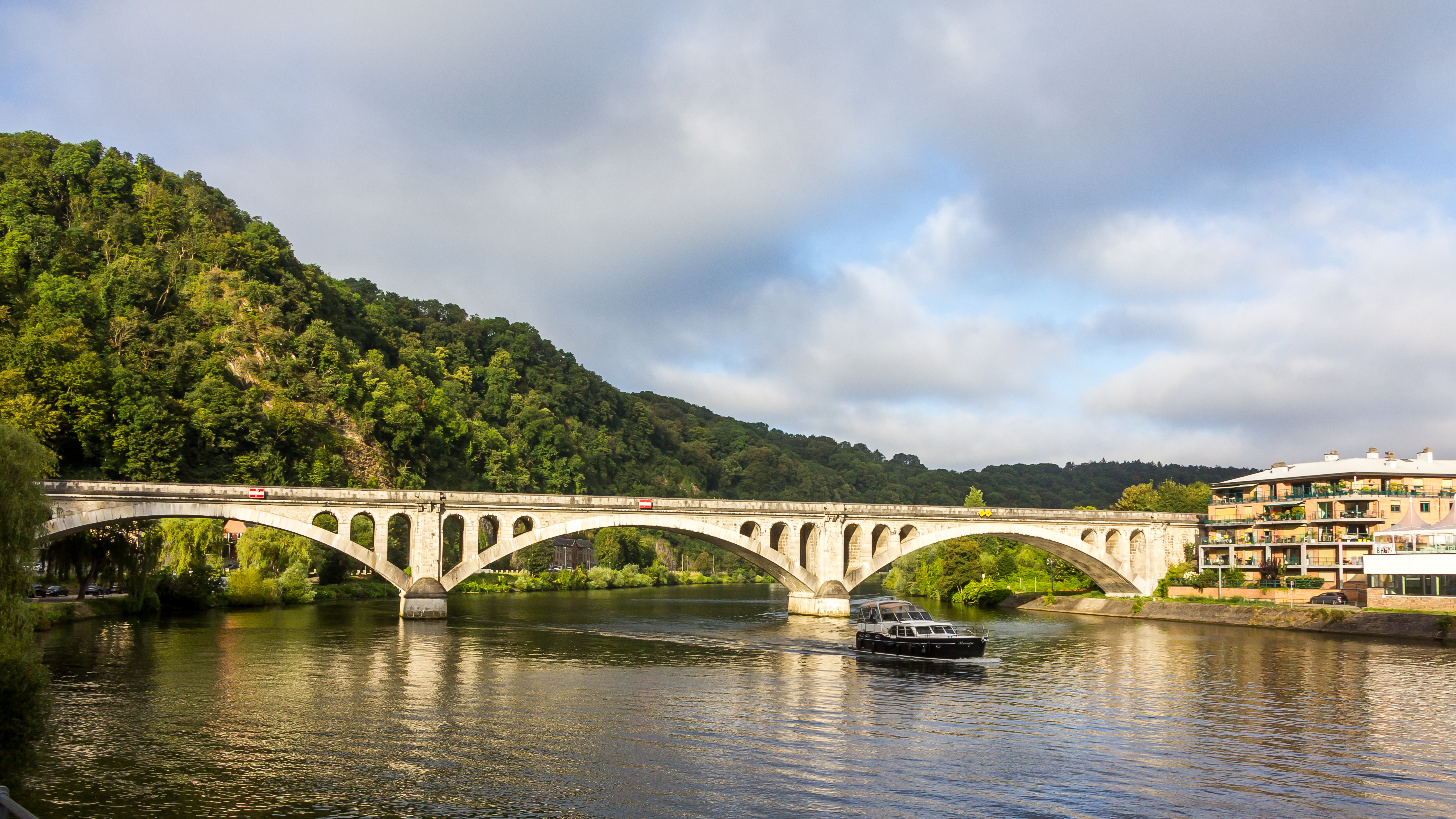
Spoorbrug Pont de fer over de Maas
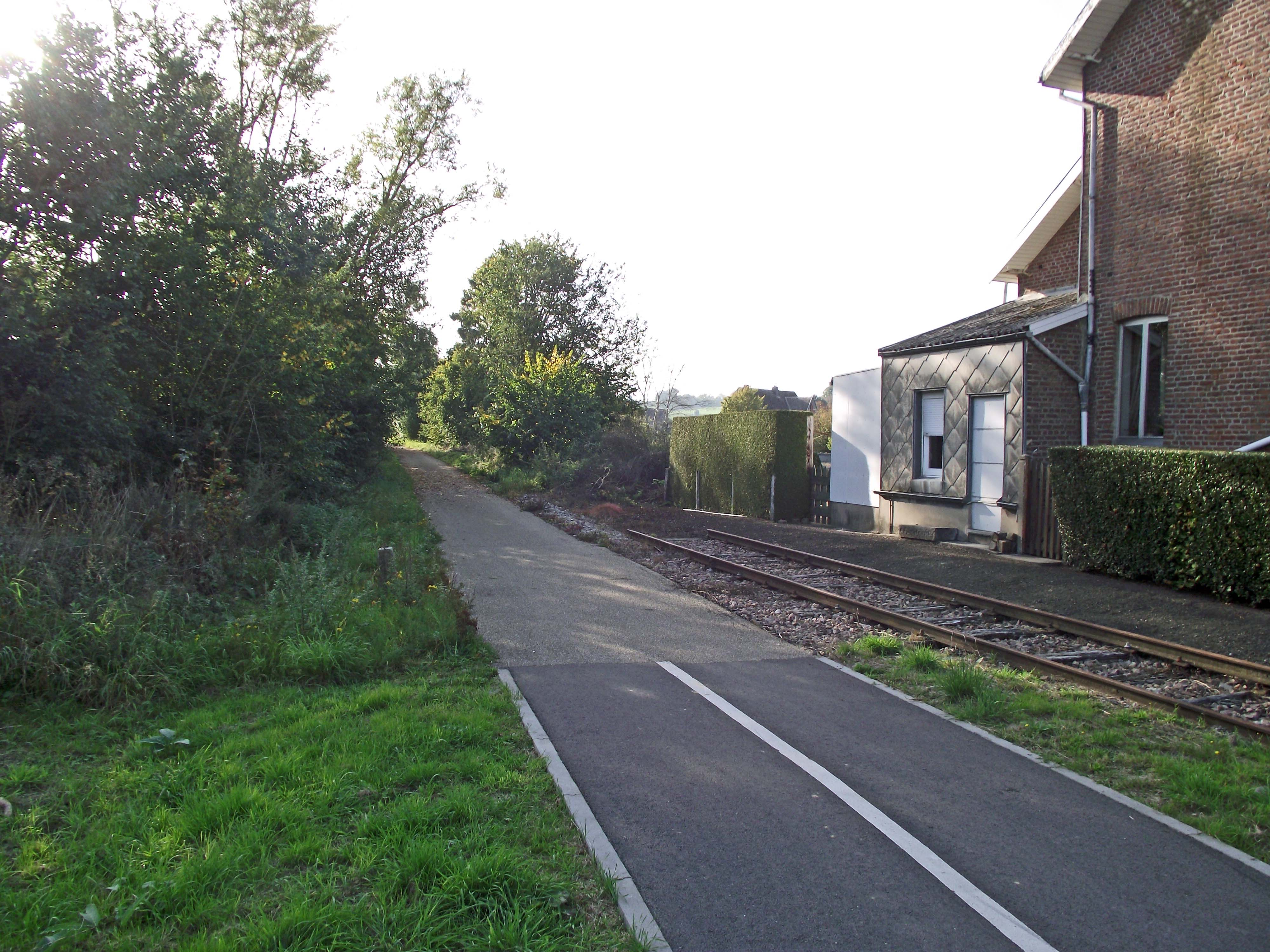
Station Havelange
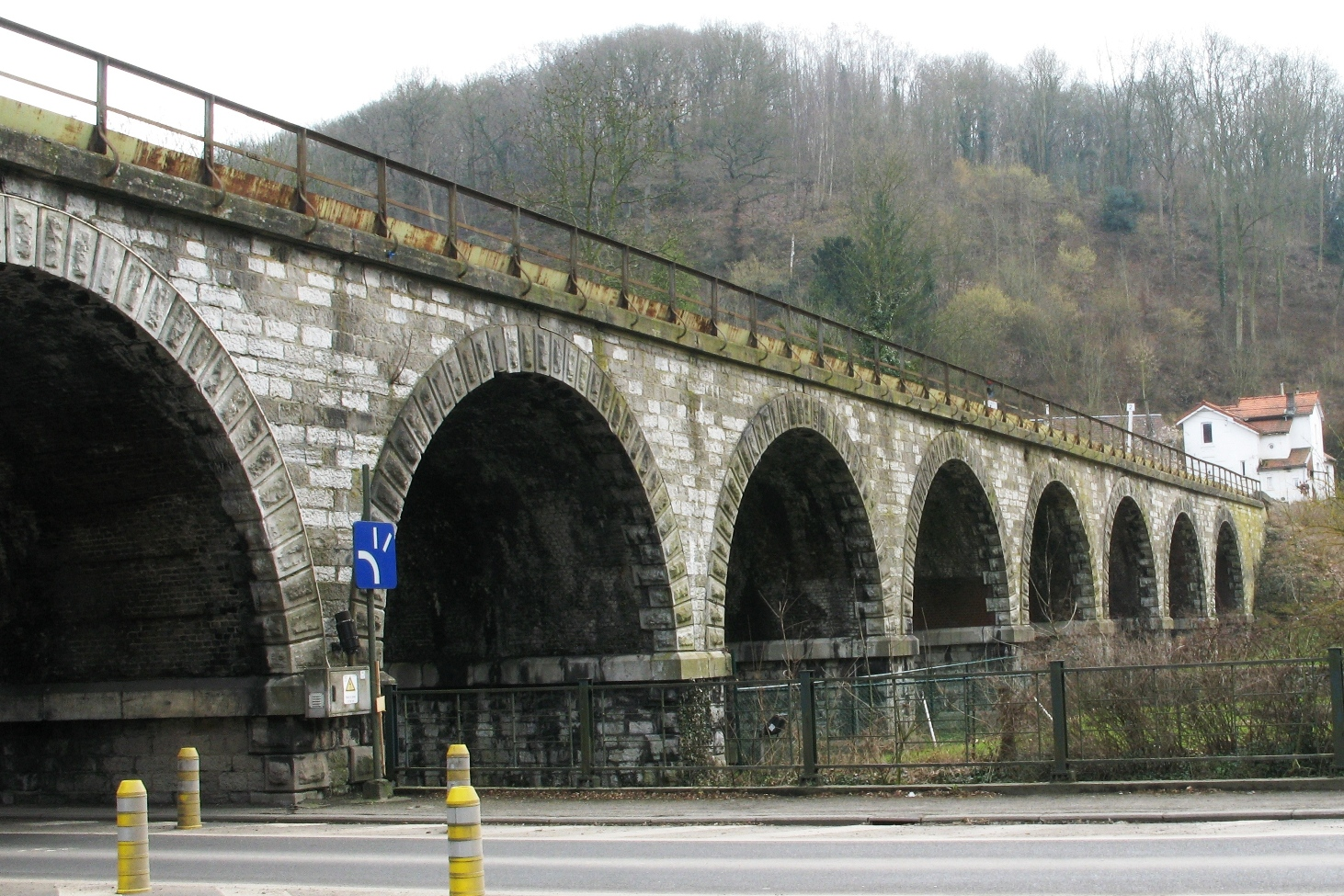
Viaduct van Chinet
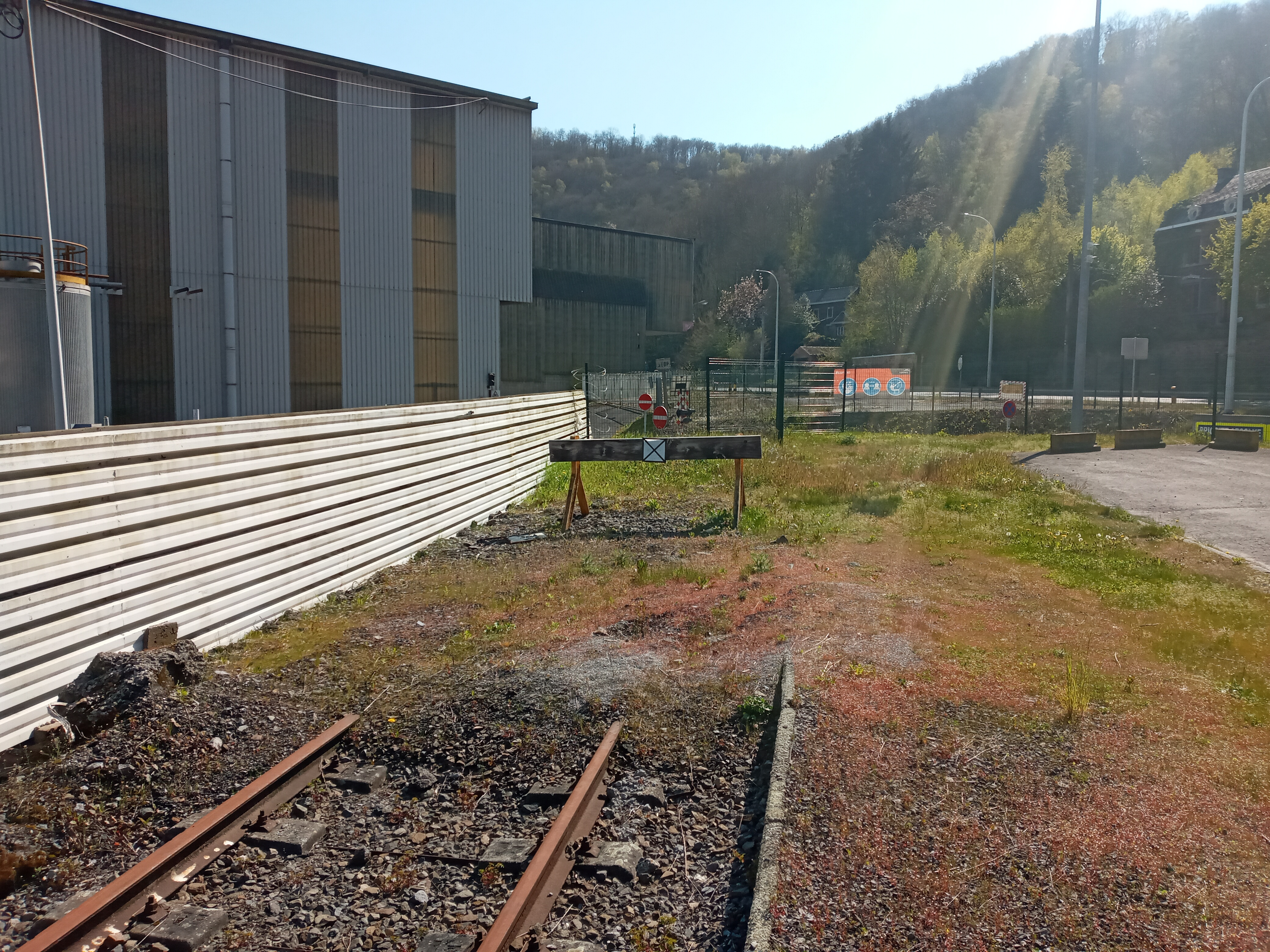
Huidige einde in Marchin